# 阿纳斯塔斯·米高扬
阿纳斯塔斯·伊凡诺维奇·米高扬（羅馬化：Anastas Ivanovich Mikoyan，羅馬化：Anastas Hovhannesi Mikoyan；1895年11月25日（儒略曆11月13日）—1978年10月21日），苏联亞美尼亞裔政治人物，活躍於斯大林和赫鲁晓夫時期。

## 早期生活
阿纳斯塔斯·米高扬生于俄属亚美尼亚伊丽莎白波尔省的薩納欣村（现属亚美尼亚洛里州阿拉韋爾迪市）。父亲霍夫汉内斯是名木匠，母亲以编织地毯为生。他有一位兄弟阿爾喬姆·米高揚，就是米高揚設計局的其中一位創始人。小学毕业之后，米高扬被父亲送到第比利斯的Nersery神学中学受教育并毕业。这是当时高加索地区最好的一座中学。在学校里他最好的朋友是格奥尔格·阿里克罕扬，后者后来领导建立了亚美尼亚苏维埃。米高扬后来表示他所接受的神学教育让他更加接近无神论。“我清楚地感到，我不相信上帝，且我实际上接受了唯物者的不可知论。我接受越多的神学学习，我就越不相信上帝。”在学校中，他学习了一些关于自由主义和社会学原理的课程，并阅读了被翻译成俄文的卡尔·马克思的著作。

## 开始政治生涯
1915年米高扬以优异成绩从中学毕业，到埃奇米阿津的格沃尔克神学院进修。同年他加入了俄国社会民主工党的布尔什维克派。1917年俄国二月革命推翻沙皇政府之后，米高扬在埃奇米阿津当地组织了工人苏维埃，在梯弗里斯（即今第比利斯）和重要的工业城市巴库作宣传工作。1917年10月他参加组织高加索布尔什维克第一次代表大会，随后担任布尔什维克巴库委员会主席团委员，并担任《社会民主党人报》和《巴库苏维埃消息报》的编辑。
1918年4月以邵武勉为首的布尔什维克派取得了巴库苏维埃的领导权。6月起阿塞拜疆民主共和国和奥斯曼帝国的军队开始进攻巴库，米高扬任旅政治委员在格里戈里·科尔加诺夫的指挥下保卫巴库。由于苏俄提供的援助有限，社会革命党人和孟什维克提出向英国军队求援的办法。1918年7月底布尔什维克派政权下台，英国军队进驻巴库。米高扬的活动转入地下，他开始设法营救被捕的巴库委员。9月奥斯曼帝国的军队占领巴库，米高扬趁乱将被捕的委员们救出，乘船前往克拉斯諾沃茨克（今土库曼巴希），但上岸后即被当地政府逮捕，除米高扬以外的26人都被枪决，史称巴库26委员，米高扬是否曾被逮捕，又如何幸存，一直是一个疑案。一战结束后，巴库工人准备起义，米高扬回到巴库，成为布尔什维克地下党的负责人，继续组织革命活动。

## 职业党工

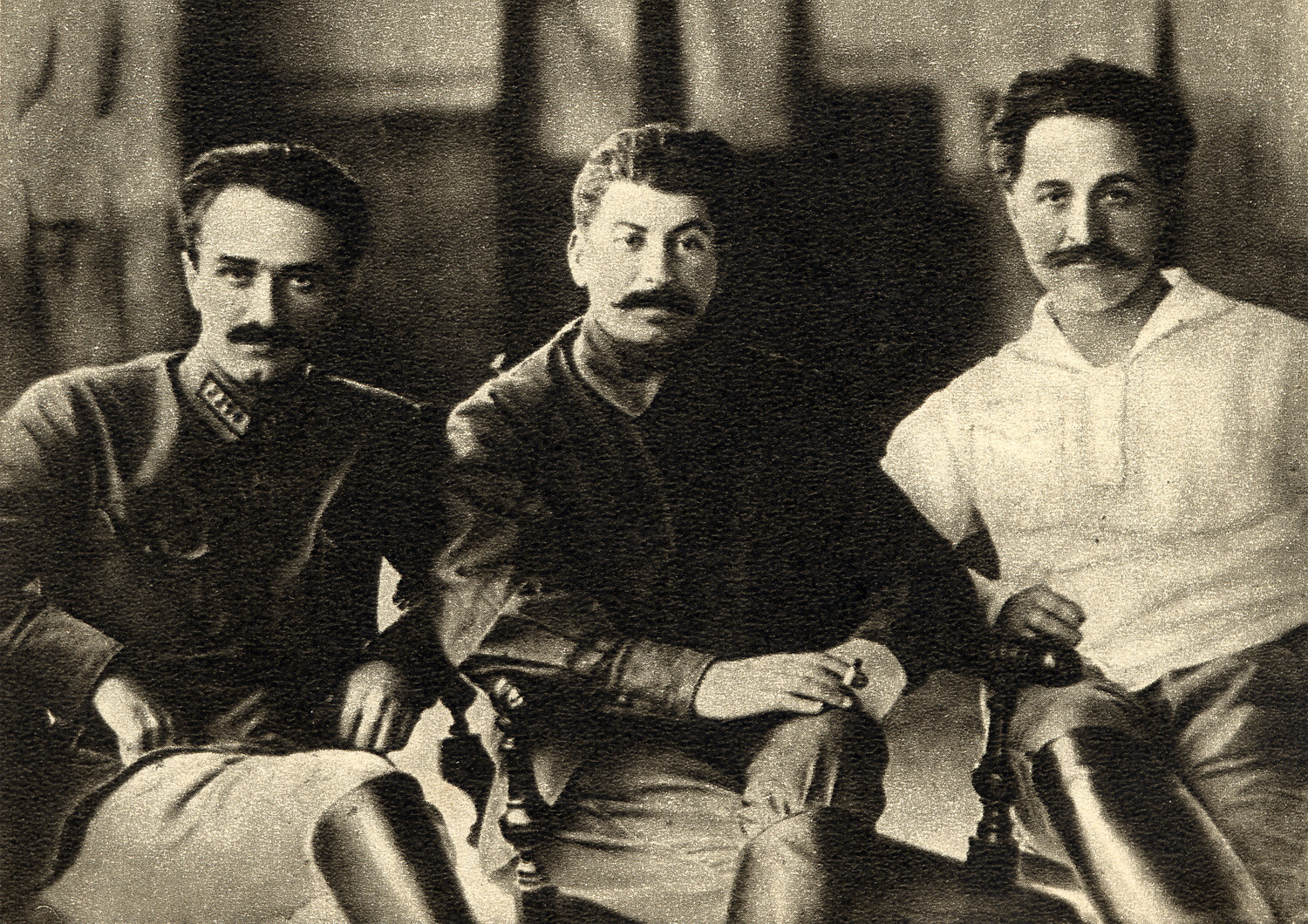
米高扬、斯大林、奥尔忠尼启则的合照

1919年秋天，米高扬前往莫斯科汇报巴库的情况，见到了列宁与斯大林，成为全俄中央执行委员会委员。1920年春天，红军占领巴库后，米高扬被调回莫斯科，受中央委员会委托前往下諾夫哥罗德省工作。在下诺夫哥罗德，他妥善的安顿了大量的军队，恢复了当地的生产。1922年五月他被选为苏共中央委员。当年夏天，在斯大林的推荐下，米高扬负责北高加索地区的经济重建工作，他调和了当地哥萨克和农民的矛盾，保全了地方的教堂，维护被剥夺财产后的富农的个人权利。这段时间里，米高扬和斯大林建立了亲密关系，并共同反击季诺维也夫和加米涅夫等人的“左翼反对派”。
1926年三十岁的米高扬接替被撤职的加米涅夫成为苏联国内和对外贸易人民委员，也是苏联历史上最年轻的人民委员。上任伊始，他就面对着工业品短缺和谷物收集困难的问题。斯大林打算通过强制集体化的办法来解决这一问题，米高扬则警告说这样会导致非常饥荒和农民暴动，但尽管米高扬不同意斯大林的经济政策，他在政治上仍然站在斯大林一边，未参加布哈林和李可夫等人反对斯大林的活动。米高扬在这一时期的主要成绩是用沙皇藏品成功和西方换来了大量外汇，另外吸取了一些西方的食品生产方法，如生产罐头食品等，但无力改变斯大林强制集体化的经济政策导致的恶劣后果。
对于斯大林进行的大清洗活动，米高扬也参与其中，但不像卡冈诺维奇等人积极。他拒绝了缅任斯基死后的空缺，尽力保护了一些人。1935年米高扬进入苏共政治局，仍然负责贸易方面的工作。他是第一批带着善意访问美国，以加强经济合作的苏联领导人。米高扬在美国的三个月间，考察了美国的经济制度，留下了深刻的印象。他提拔了一些懂工业和经济的干部来填补大清洗造成的人材空缺，其中就有柯西金。1939年米高扬和德国代表达成协议，用苏联的粮食和原材料交换德国的设备，这项协议一直执行到德军进攻苏联为止。
苏德战争爆发后不久，米高扬参加什维尔尼克为首的撤离委员会，组织把工人和工业设施撤退到苏联东部和南部。1942年－1945年米高扬成为苏联国防委员会委员，和沃兹涅先斯基一起负责苏德战争中后勤工作，成功保证了对苏德前线的食物和供给的运输。他的儿子是一名苏联空军飞行员，在斯大林格勒战役中被德军击落身亡。1943年他因有力的后勤保障工作而被授予社会主义劳动英雄称号。随着苏军的收复失地，米高扬又参加了组织地方战后经济重建的工作。
战后，他从1946年起任苏联部长会议副主席，进行战后经济恢复和设施重建工作。斯大林死前不久，米高扬和莫洛托夫等人被斯大林列为新一轮的清洗对象，但并未实施，斯大林即告离世。在斯大林死后的权力斗争中，米高扬希望可以保全贝利亚免于被审判，但最后服从大多数人而同意逮捕贝利亚。在马林科夫政府中，他继续担任贸易人民委员。1955年他支持赫鲁晓夫上台，从而升任部长会议第一副主席。
1956年米高扬参加了赫鲁晓夫的苏共二十大报告的起草，批判了斯大林的个人崇拜。1956年10月米高扬被派到匈牙利了解匈牙利1956年危机的具体情况。和苏斯洛夫一起，他们被重兵护送来到布达佩斯。他给莫斯科的电报中说：“我们为格罗·埃诺和其他一些同志的想法感到震惊，他们夸大对立面的强大，低估自己拥有的力量。米高扬强烈地反对赫鲁晓夫和政治局的使用军队的决定，他认为这将会影响苏联的国际声誉，他希望使用军事威吓和经济压力结合的办法。最終出動蘇軍鎮壓的做法幾乎引致米高揚辭職。

## 对外交往

### 与中国
米高扬是第一位与中国共产党主席毛泽东直接接触的苏联政治局委员。1949年1月30日-2月8日，他秘密访问中共机关所在地河北省平山县西柏坡村，与毛泽东等中共最高领导人进行了一周时间的长谈。恰逢国民政府迁离首都南京，迁往广州。米高扬汇报说，毛赞扬斯大林是世界共运的最高领袖和“中国人民的老师”，但又补充说，毛并不真正相信他所说的话。 根据斯大林的指示，米高扬指控加入中国共产党的美籍人士美国记者李敦白为美国间谍，要求中共逮捕。1956年率代表团参加中共八大。

### 与古巴
米高扬曾前往古巴与卡斯特罗会谈，古巴导弹危机期间在苏联和古巴间进行斡旋。
| 官衔                       | 官衔                               | 官衔                     |
| -------------------------- | ---------------------------------- | ------------------------ |
| 前任： 列昂尼德·勃列日涅夫 | 苏联最高苏维埃主席团主席 1964–1965 | 繼任： 尼可莱·波德戈尔内 |

## 延伸阅读
- Memoirs of Anastas Mikoyan: The Path of Struggle, Vol 1, 1988, Sphinx Press, by Anastas Ivanovich Mikoyan (Sergo Mikoyan, ed.), ISBN 0-943071-04-6

His  son, a test pilot, has written about both Artem Ivanovich and Anastas Mikoyan:
- Memoirs Of Military Test-Flying And Life With The Kremlin's Elite, 1999, Airlife Publishing Ltd., by Stepan Anastasovich Mikoyan, ISBN 1-85310-916-9
- The First Domino: International Decision Making During the Hungarian Crisis of 1956 （页面存档备份，存于）, 2004, Texas A & M University Press, by Johanna Granville, ISBN 1-58544-298-4.